# 朝日町 (横浜市)
朝日町（あさひちょう）は、神奈川県横浜市鶴見区の地名。現行行政地名は朝日町1丁目及び朝日町2丁目（字丁目）。住居表示未実施区域。

## 地理
鶴見区の南東部に位置し、南に寛政町、南西に浜町、西に大東町、北に川崎市川崎区京町、東に川崎市川崎区浅田と接している。

## 歴史

### 沿革
- 1941年（昭和16年）4月1日 - 潮田町、平安町の各一部から、朝日町を新設[6]。
- 1962年（昭和37年）9月18日 - 土地区画整理事業に伴い、朝日町の一部を大東町へ編入[7]。
- 1983年（昭和58年）2月1日 - 町界町名地番整理に伴い、寛政町の一部を朝日町に編入[8]。

## 世帯数と人口
2025年（令和7年）6月30日現在（横浜市発表）の世帯数と人口は以下の通りである。
| 丁目        | 世帯数    | 人口    |
| ----------- | --------- | ------- |
| 朝日町1丁目 | 519世帯   | 967人   |
| 朝日町2丁目 | 914世帯   | 1,897人 |
| 計          | 1,433世帯 | 2,864人 |

### 人口の変遷
国勢調査による人口の推移。
| 年                 | 人口  |
| ------------------ | ----- |
| 1995年（平成7年）  | 3,184 |
| 2000年（平成12年） | 3,073 |
| 2005年（平成17年） | 3,072 |
| 2010年（平成22年） | 2,933 |
| 2015年（平成27年） | 2,752 |
| 2020年（令和2年）  | 2,808 |

### 世帯数の変遷
国勢調査による世帯数の推移。
| 年                 | 世帯数 |
| ------------------ | ------ |
| 1995年（平成7年）  | 1,103  |
| 2000年（平成12年） | 1,091  |
| 2005年（平成17年） | 1,135  |
| 2010年（平成22年） | 1,189  |
| 2015年（平成27年） | 1,138  |
| 2020年（令和2年）  | 1,266  |

## 学区
市立小・中学校に通う場合、学区は以下の通りとなる（2024年11月時点）。
| 丁目        | 番・番地等 | 小学校             | 中学校             |
| ----------- | ---------- | ------------------ | ------------------ |
| 朝日町1丁目 | 全域       | 横浜市立入船小学校 | 横浜市立寛政中学校 |
| 朝日町2丁目 | 全域       | 横浜市立潮田小学校 | 横浜市立潮田中学校 |

## 事業所
2021年（令和3年）現在の経済センサス調査による事業所数と従業員数は以下の通りである。
| 丁目        | 事業所数 | 従業員数 |
| ----------- | -------- | -------- |
| 朝日町1丁目 | 34事業所 | 375人    |
| 朝日町2丁目 | 30事業所 | 150人    |
| 計          | 64事業所 | 525人    |

### 事業者数の変遷
経済センサスによる事業所数の推移。
| 年                 | 事業者数 |
| ------------------ | -------- |
| 2016年（平成28年） | 65       |
| 2021年（令和3年）  | 64       |

### 従業員数の変遷
経済センサスによる従業員数の推移。
| 年                 | 従業員数 |
| ------------------ | -------- |
| 2016年（平成28年） | 616      |
| 2021年（令和3年）  | 525      |

## 施設
- 横浜大東郵便局[18]

## その他

### 日本郵便
- 郵便番号 : 230-0033[3]（集配局：鶴見郵便局[19]）

### 警察
町内の警察の管轄区域は以下の通りである。
| 丁目        | 番・番地等 | 警察署     | 交番・駐在所 |
| ----------- | ---------- | ---------- | ------------ |
| 朝日町1丁目 | 全域       | 鶴見警察署 | 潮田交番     |
| 朝日町2丁目 | 全域       | 鶴見警察署 | 潮田交番     |